# Trogloditi
Trogloditi (grčki: τρωγλοδύτης) je naziv za ljude koji stanuju po špiljama odnosno podzemni način života.
U antičkim izvorima, trogloditi su ponekad plemenski naziv za špiljske stanovnike na obalama Crvenog mora, Arabije, Indije i nekih drugih područja. Troglodizam je običaj stanovanja po pećinama veoma proširen u paleolitiku. Mnoga primitivna plemena u Australiji i Melaneziji još danas žive u špiljama. Međutim, u mnogim slučajevima nije riječ o prirodnim špiljama već o zaklonima izdubljenima u stijeni. U takvim zaklonima još danas žive brojni Berberi u sjevernoj Africi.
U prenesenom značenju trogloditi su grubi i primitivni ljudi, ili ljudi koji žive i ponašaju se kao primitivci.

## Vanjske poveznice
- (hrv.) Leksikografski zavod Miroslav Krleža: Trogloditi  Arhivirana inačica izvorne stranice od 9. ožujka 2021. (Wayback Machine)